# Stadion ob Tyrševi cesti
Stadion ob Tyrševi cesti – nieistniejący już stadion sportowy w Lublanie, stolicy Słowenii. Obiekt mógł pomieścić do 5000 widzów. Swoje spotkania rozgrywali na nim piłkarze klubu ASK Primorje, później SK Ljubljana, a krótko po II wojnie światowej klub Enotnost.
W 1921 roku kluby piłkarskie ASK Primorje oraz SSK Sparta wspólnie wynajęły teren pod utworzenie własnego boiska. Nowy obiekt został otwarty 29 maja 1921 roku. Stadion stanął przy obecnej ulicy Dunajskiej, która w latach 1932–1941 nosiła nazwę Tyrševa (stąd przyjęła się nazwa stadionu, „ob Tyrševi cesti”). W 1922 roku SSK Sparta została rozwiązana i ASK Primorje pozostał jedynym gospodarzem obiektu. W 1936 roku doszło do fuzji ASK Primorje z zespołem SK Ilirija, w wyniku czego powstał nowy klub, SK Ljubljana, który stał się nowym gospodarzem stadionu. Po II wojnie światowej na obiekt na krótko wprowadził się klub Enotnost (późniejsza Olimpija), ale wkrótce przeniósł się on na stadion Bežigrad, który mieścił się po drugiej stronie ulicy Dunajskiej. Stadion ob Tyrševi cesti został później zlikwidowany, a w jego miejscu stoi dziś stacja benzynowa.